# Oberleitungsbus Sariwŏn
Der Oberleitungsbus Sariwŏn ist ein Oberleitungsbussystem in Sariwŏn, eine Stadt in der nordkoreanischen Provinz Hwanghae-pukto.

## Geschichte
Das Netz ging im Verlaufe des 20. Jahrhunderts offiziell in Betrieb. Es existiert eine Linie von 4,3 km Länge sowie ein kleiner Betriebshof. Der Linienverlauf folgt der Hauptstraße vom östlichen zum westlichen Stadtrand.

## Fahrzeuge
Es kommen vom Oberleitungsbus Pjöngjang übernommene umgerüstete Dieselomnibusse vom Typ Ikarus 280 zum Einsatz.